# Wolbertus d'Arles
Wolbertus (c.683),  dit aussi Wolbert, Volbert ou Vulbert
Archevêque d’Arles (c.683)

## Biographie
Wolbertus figure sur les diptyques épiscopaux mais est très peu connu. 
Un personnage de ce nom, sans autre qualification que celle de peccator, apparaît en tête des évêques qui signent le privilège de Petronius de Vaison pour le monastère de Groseau (1er février 683),. Jean-Pierre Papon qui reprend à peu près les mêmes informations le dénomme Volbert et situe la signature de ce document en 684. De son côté  Louis Duchesne donne la date de 685 et précise aussi le nom (ou les noms) de l'évêque de Vaison : Petruinus dit aussi Aredius.
Pour l'historien Édouard Baratier, la nomination de Wolbertus à l'archevêché d'Arles  illustre une germanisation des élites provençales en cette fin du VIIe siècle, même s'il est difficile de conclure entre la venue de fonctionnaires étrangers ou une attitude de Gallo-romains ayant adopté des noms d'origine germanique pour satisfaire le pouvoir mérovingien.

### Sources et références
- Louis Duchesne - Fastes épiscopaux de l'ancienne Gaule (2e éd.) - pages 260,261 et 353
- Joseph Hyacinthe Albanés - Gallia christiana novissima; ouvrage accessible sur Gallica ici
- Jean-Pierre Papon  - Histoire générale de Provence - Moutard, 1777 – page 305 ici